# Camarillo
Camarillo és una població dels Estats Units a l'estat de Califòrnia. Segons el cens del 2000 tenia 57.077 habitants.

## Demografia
Segons el cens del 2000, Camarillo tenia 57.077 habitants, 21.438 habitatges, i 15.242 famílies. La densitat de població era de 1.164,2 habitants per km².
Dels 21.438 habitatges en un 33% hi vivien nens de menys de 18 anys, en un 59,7% hi vivien parelles casades, en un 8,2% dones solteres, i en un 28,9% no eren unitats familiars. En el 24,1% dels habitatges hi vivien persones soles el 13,6% de les quals corresponia a persones de 65 anys o més que vivien soles. El nombre mitjà de persones vivint en cada habitatge era de 2,62 i el nombre mitjà de persones que vivien en cada família era de 3,12.
Per edats la població es repartia de la següent manera: un 25,3% tenia menys de 18 anys, un 6,5% entre 18 i 24, un 28,5% entre 25 i 44, un 22,7% de 45 a 60 i un 17% 65 anys o més.
L'edat mediana era de 39 anys. Per cada 100 dones de 18 o més anys hi havia 90,2 homes.
La renda mediana per habitatge era de 62.457 $ i la renda mediana per família de 72.676 $. Els homes tenien una renda mediana de 51.507 $ mentre que les dones 36.240 $. La renda per capita de la població era de 28.635 $. Entorn del 3,6% de les famílies i el 5,3% de la població estaven per davall del llindar de pobresa.

## Poblacions més a prop
El següent diagrama mostra les poblacions més properes.